# جان بورتر
جان بورتر (بالإنجليزية: Jean Porter)‏ (8 ديسمبر 1922 – 13 يناير 2018) هي ممثلة، وممثلة تلفزيونية من الولايات المتحدة الأمريكية . ولدت في سيسكو .

## وصلات خارجية
- جان بورتر على موقع IMDb (الإنجليزية)
- جان بورتر على موقع روتن توميتوز (الإنجليزية)
- جان بورتر على موقع ألو سيني (الفرنسية)
- جان بورتر على موقع ميوزك برينز (الإنجليزية)
- جان بورتر على موقع تيرنر كلاسيك موفيز (الإنجليزية)
- جان بورتر على موقع أول موفي (الإنجليزية)
- جان بورتر على موقع قاعدة بيانات الأفلام السويدية (السويدية)
- جان بورتر على موقع إن إن دي بي (الإنجليزية)
- جان بورتر على موقع قاعدة بيانات الفيلم (الإنجليزية)
- جان بورتر على موقع كينوبويسك (الروسية)